# Torrance Fleischmann
Torrance Fleischmann (nacida como Torrance Watkins, 30 de julio de 1949) es una jinete estadounidense que compitió en la modalidad de concurso completo.
Participó en los Juegos Olímpicos de Los Ángeles 1984, obteniendo una medalla de oro en la prueba por equipos (junto con Michael Plumb, Karen Stives y Bruce Davidson). Ganó una medalla de bronce en el Campeonato Mundial de Concurso Completo de 1982, en la misma prueba.

## Palmarés internacional
| Juegos Olímpicos   | Juegos Olímpicos             | Juegos Olímpicos  | Juegos Olímpicos |
| Año                | Lugar                        | Medalla           | Categoría        |
| ------------------ | ---------------------------- | ----------------- | ---------------- |
| 1984               | Los Ángeles (Estados Unidos) | Medalla de oro    | Por equipos      |
| Campeonato Mundial |                              |                   |                  |
| Año                | Lugar                        | Medalla           | Categoría        |
| 1982               | Luhmühlen (RFA)              | Medalla de bronce | Por equipos      |